# 8861 Jenskandler
8861 Jenskandler eller 1991 TF7 är en asteroid i huvudbältet som upptäcktes den 3 oktober 1991 av de båda tyska astronomen Freimut Börngen och Lutz D. Schmadel vid Tautenburg-observatoriet. Den är uppkallad efter den tyske amatörastronomen Jens Kandler.
Asteroiden har en diameter på ungefär 14 kilometer.